# St. John (Washington)
St. John est une ville située dans le comté de Whitman dans l'État de Washington, aux États-Unis. Elle comptait 537 habitants au recensement de 2010.